# Synagoga Sendera Dyszkina w Łodzi
Synagoga Sendera Dyszkina w Łodzi – prywatny dom modlitwy znajdujący się w Łodzi przy ulicy Piotrkowskiej 8.
Synagoga została założona w 1902 roku z inicjatywy Sendera Dyszkina. Mogła ona pomieścić 30 osób. Podczas II wojny światowej hitlerowcy zdewastowali synagogę.  